# Ист Дубјук (Илиноис)
Ист Дубјук (енгл. East Dubuque) град је у америчкој савезној држави Илиноис. По попису становништва из 2010. у њему је живело 1.704 становника.

## Демографија
Према попису становништва из 2010. у граду је живело 1.704 становника, што је 291 (14,6%) становника мање него 2000. године.
| Група             | 2000.         | 2010.         |
| Белци             | 1.960 (98,2%) | 1.654 (97,1%) |
| Афроамериканци    | 3 (0,2%)      | 18 (1,1%)     |
| Азијати           | 4 (0,2%)      | 2 (0,1%)      |
| Хиспаноамериканци | 21 (1,1%)     | 7 (0,4%)      |
| Укупно            | 1.995         | 1.704         |